# Tour Mykérinos
Tour Mykérinos ist der Name eines Hochhauses im 13. Arrondissement von Paris. Es ist Teil des Städtebauprojekts Italie 13. Erbaut wurde das Hochhaus 1974. Das Gebäude verfügt über 36 Etagen und misst 103 Meter. Entworfen wurde das Gebäude von den Architekten Jérôme Delaage und Fernand Tsaropoulos. Im Wohnturm befinden sich 203 Wohnungen. Zwischen 2017 und 2019 fanden umfangreiche Renovierungsarbeiten statt. Zusammen mit den Tour Chéops und Tour Chéphren bildet Tour Mykérinos ein Gebäudeensemble um den Square Dunois. Von den drei äyptischen Türmen ist Tour Mykérinos der Zweithöchste. Alle drei verfügen über eine Sichtbetonfassade.
Der Wohnturm ist mit den Métrostationen Chevaleret und Nationale an den öffentlichen Nahverkehr im Großraum Paris angebunden.